# 老挝人民革命党
老挝人民革命党（羅馬化：Phak Pasason Pativat Lao），中文标准简称老挝人革党，是老挝的执政党，也是老挝的唯一合法政党，奉行共产主义。成立于1955年，原名老挝人民党，1972年召开的老挝人民革命党第二次全国代表大会改为现名。截止2021年时共有约34.8万党员。机关报为《人民报》，党刊为《新曙光》。现任中央委员会总书记是通伦·西苏里，于2021年1月15日在老挝人民革命党第十一次全国代表大会上当选。

## 发展历史

### 印度支那共产党时期
1934年，印度支那共产党成立了老挝地方委员会，指导老挝人民进行抗日和抗击法国殖民统治的斗争活动，1955年3月22日，根据印度支那共产党第二次代表大会（1951年2月召开）关于三国（越南、老挝、柬埔寨）分别建立自己的党、各自领导本国革命的决议，印度支那共产党老挝籍党员25人召开大会，成立老挝人民党，凯山·丰威汉任中央委员会总书记。1956年1月6日，建立统一战线组织老挝爱国战线。

### 老挝人民革命党时期
1972年第二次代表大会上改称老挝人民革命党，这次大会还通过了党纲和党章，确定了党在民族民主革命和向社会主义过渡时期的政治任务、斗争方式。

### 建国后
1975年10月，该党夺取政权，开始着手向社会主义过渡。
1982年3月党的三大制定了在老挝建成社会主义基础的纲领。在对外政策上主张巩固与越南、柬埔寨的传统友谊，发展与中国、苏联等国的友好关系，奉行与邻国和平共处的政策。党的最高权力机关是全国代表大会。

### 革新开放时期
1986年11月党的四大决定实行革新开放。
1991年3月该党召开五大，重申其理论基础是马克思列宁主义，民主集中制是其组织原则，强调老挝目前正处于建设和发展人民民主制度，建设和平、独立、民主、统一和繁荣的老挝，为逐步走上社会主义创造条件。“五大”确定“有原则的全面革新路线”，提出坚持党的领导和社会主义方向等六项基本原则，对外实行开放政策。
2006年3月21日，老挝人民革命党第八次代表大会在万象闭幕，大会一致接受了党中央委员会主席坎代·西潘敦因年事已高需要休息而辞去主席职务的请求，同时恢复总书记职务，中央政治局委员朱马利·赛雅贡当选中央委员会总书记。大会还选举了11名中央政治局委员和55名中央委员会委员，并一致通过了人民革命党第八次代表大会决议。朱马利在闭幕式上发表讲话，表示将继续执行老挝人民革命党既定的方针政策，深化改革，努力完成八次代表大会制定的第6个五年计划。他说，老挝人民革命党今后要继续坚持改革路线，在2010年基本解决贫困问题，为在2020年脱离世界贫困国家行列而努力奋斗。朱马利稱，在老挝人民革命党的领导下，老挝人民一定能够把自己的国家建设成为和平、独立、繁荣的社会主义国家。
2016年1月22日，本扬·沃拉吉在老挝人民革命党第十次全国代表大会上，当选为老挝人民革命党中央委员会总书记。“十大”把凯山·丰威汉思想写入党章，与马克思列宁主义一起作为党的指导思想。